# エコーズ (ピンク・フロイドの曲)
「エコーズ」（英語: Echoes）とは、1971年にイギリスのロックバンド、ピンク・フロイドが発表した曲。同年発表のアルバム『おせっかい』に収録されている。

## 解説
この曲は23分31秒にわたる大曲であり、発売当時レコードのB面を丸々占めていた。バンドのメンバー4人全員による共作で、デヴィッド・ギルモアとリチャード・ライトがヴォーカルを取っている。
冒頭からしばらく聴かれる「ビィーン！」という音は、1971年1月から始まったアルバムのレコーディングセッションにおいて、リック・ライトが試験的にグランドピアノをレスリースピーカーに接続して演奏したところ、そのサウンドを他のメンバーが気に入ったことにより採用された。レコーディングセッションにおいては24近いテーマを作り出し、バンドはそれらを「Nothing Parts 1 to 24」などと呼んでいた。
1971年5月からコンサートで披露され、当初は「Return of the sun of nothing」と呼んでいた。1971年夏頃に「エコーズ」になったとされている。
23分強という長尺ながら、1975年までライブで演奏されており、リック・ライトはコンサートにおいても演奏しやすくかつスタジオテイクともさほど変わらないとコメントしている。ギルモア体制になってからの初のツアーとなった1987年のコンサートでも、最初の数公演でも「エコーズ」が披露された。
歌詞はパキスタンの詩人、 ムハンマド・イクバールの詩、「Two Planets」をもとに、ロジャーが海の深さを感じさせるように書き直したもの。
2001年にリリースされたバンド初のベストアルバムのタイトルにもなり、「エコーズ」も収録された。こちらは「2001年にバンドがエコーズを作るとしたら、1971年と比べて演奏力や技術も上がっているから23分より短くできるはず」との趣旨で、16分強にカットされたバージョンで収録されている。
デヴィッド・ギルモアは2006年からの『オン・アン・アイランド』ツアーにおいて「エコーズ」を披露している。